# USS Quick
Lo USS Qick (hull classification symbol DD-490) fu un cacciatorpediniere della United States Navy, entrato in servizio nel marzo 1943 come parte della classe Gleaves.
In servizio durante la seconda guerra mondiale, il cacciatorpediniere operò principalmente come unità anti-sommergibili e di scorta ai convogli durante la battaglia dell'Atlantico, ma servì anche come unità d'appoggio ai reparti a terra durante gli sbarchi in Nordafrica dell'operazione Torch e durante lo sbarco in Sicilia. In disarmo dal maggio 1949, lo scafo fu infine venduto per la demolizione nell'agosto 1973.

## Storia
Impostata il 3 novembre 1941 nei cantieri della Federal Shipbuilding and Drydock Company di Kearny nel New Jersey, la nave venne varata il 3 maggio 1942 con il nome di Quick in onore di John H. Quick (1870–1922), un sergente maggiore dello United States Marine Corps insignito della Medal of Honor nella guerra ispano-americana. La nave entrò quindi ufficialmente in servizio il 2 luglio 1942, e dopo una crociera inaugurale al largo delle coste del New England dal settembre 1942 fu schierata nella zona dei Caraibi e del Golfo del Messico in funzione di scorta ai mercantili e contrasto agli attacchi degli U-Boot della Kriegsmarine.
In ottobre il Quick fu richiamato a Norfolk per essere assegnato alle forze navali destinate all'operazione Torch, l'invasione anglo-statunitense delle colonie francesi del Nordafrica; assegnato alla Task Force 34, l'8 novembre il cacciatorpediniere appoggiò con il fuoco dei suoi cannoni lo sbarco dei reparti statunitensi a Safi nel Marocco francese. Il Quick rimase a incrociare nelle acque marocchine anche nei giorni seguenti lo sbarco in funzione di contrasto anti-sommergibili, e il 14 novembre partecipò, insieme ai cacciatorpediniere USS Woolsey e USS Swanson, all'affondamento del sommergibile tedesco U-173. Il 17 novembre il Quick lasciò il Nordafrica per rientrare negli Stati Uniti; di base a New York, per i sei mesi seguenti il cacciatorpediniere svolse servizio di pattugliamento al largo delle coste orientali statunitensi nonché di scorta ai convogli di mercantili in navigazione nell'oceano Atlantico.
L'8 giugno 1943 il Quick lasciò gli Stati Uniti arrivando il 22 giugno seguente nella base di Mers-el-Kébir in Algeria, dove si unì alle forze navali destinate a supportare l'imminente sbarco in Sicilia (operazione Husky); parte della Task Force 85, tra il 10 e il 13 luglio il Quick operò lungo la costa tra Scoglitti e Santa Croce Camerina, fornendo fuoco di copertura ai reparti della Seventh United States Army qui sbarcati. Il cacciatorpediniere fu quindi richiamato negli Stati Uniti, dove tornò ai suoi abituali ruoli di pattugliamento anti-sommergibili lungo la costa e scorta dei convogli transatlantici, incarichi proseguiti senza far registrare eventi di rilievo fino alla conclusione delle ostilità in Europa nel maggio 1945.
Il 13 giugno 1945 il Quick fu messo in cantiere al Charleston Naval Shipyard per essere convertito in dragamine veloce, in vista di un suo impiego nell'oceano Pacifico contro i giapponesi; rientrato in servizio il 2 agosto nella nuova configurazione e con il nuovo hull symbol di DMS-32, il Quick si trasferì a San Diego via canale di Panama ma arrivò a destinazione quando ormai il Giappone si era arreso e le ostilità si erano concluse. Alla fine di settembre il Quick si trasferì a Pearl Harbor, e dopo alcune brevi operazioni nella base avanzata di Eniwetok il 16 dicembre raggiunse Sasebo nel Giappone ormai occupato dagli Alleati; per i mesi successivi l'unità svolse attività di dragaggio mine nelle acque giapponesi come pure al largo delle coste della Cina, di Okinawa e delle Isole Marianne fino al suo ritorno negli Stati Uniti nell'agosto 1947. Il Quick alternò quindi soste nei porti della costa orientale degli Stati Uniti a periodi di servizio nel Territorio fiduciario delle Isole del Pacifico, fino al giugno 1948 quando fece base fissa a San Diego; l'unità fu quindi posta in disarmo il 28 maggio 1949 e ufficialmente radiata dai registri navali della US Navy 15 gennaio 1972, venendo infine venduta per la demolizione il 27 agosto 1973.